# Пакканен, Эркки
Эркки Олави Пакканен (фин. Erkki Olavi Pakkanen; 19 апреля 1930 — 23 апреля 1973) — финский боксёр, призёр Олимпийских игр.
Эркки Пакканен родился в 1930 году в Элимяки, с 1947 года занялся боксом, в 1949 году стал чемпионом Финляндии среди юниоров. В 1952 году завоевал бронзовую медаль на Олимпийских играх в Хельсинки.
В 1950 году Эркки Пакканен серьёзно повредил правую руку. Во время чемпионата Финляндии 1953 года он травмировал её вновь, и был вынужден оставить бокс.